# Isola, Alpes-Maritimes

Isola là một xã ở tỉnh Alpes-Maritimes, vùng Provence-Alpes-Côte d'Azur ở đông nam nước Pháp.

## Khí hậu
| Dữ liệu khí hậu của Isola (1991−2020 normals, extremes 1972−present) | Dữ liệu khí hậu của Isola (1991−2020 normals, extremes 1972−present) | Dữ liệu khí hậu của Isola (1991−2020 normals, extremes 1972−present) | Dữ liệu khí hậu của Isola (1991−2020 normals, extremes 1972−present) | Dữ liệu khí hậu của Isola (1991−2020 normals, extremes 1972−present) | Dữ liệu khí hậu của Isola (1991−2020 normals, extremes 1972−present) | Dữ liệu khí hậu của Isola (1991−2020 normals, extremes 1972−present) | Dữ liệu khí hậu của Isola (1991−2020 normals, extremes 1972−present) | Dữ liệu khí hậu của Isola (1991−2020 normals, extremes 1972−present) | Dữ liệu khí hậu của Isola (1991−2020 normals, extremes 1972−present) | Dữ liệu khí hậu của Isola (1991−2020 normals, extremes 1972−present) | Dữ liệu khí hậu của Isola (1991−2020 normals, extremes 1972−present) | Dữ liệu khí hậu của Isola (1991−2020 normals, extremes 1972−present) | Dữ liệu khí hậu của Isola (1991−2020 normals, extremes 1972−present) |
| Tháng                                                                | 1                                                                    | 2                                                                    | 3                                                                    | 4                                                                    | 5                                                                    | 6                                                                    | 7                                                                    | 8                                                                    | 9                                                                    | 10                                                                   | 11                                                                   | 12                                                                   | Năm                                                                  |
| -------------------------------------------------------------------- | -------------------------------------------------------------------- | -------------------------------------------------------------------- | -------------------------------------------------------------------- | -------------------------------------------------------------------- | -------------------------------------------------------------------- | -------------------------------------------------------------------- | -------------------------------------------------------------------- | -------------------------------------------------------------------- | -------------------------------------------------------------------- | -------------------------------------------------------------------- | -------------------------------------------------------------------- | -------------------------------------------------------------------- | -------------------------------------------------------------------- |
| Cao kỉ lục °C (°F)                                                   | 14.0 (57.2)                                                          | 14.7 (58.5)                                                          | 17.0 (62.6)                                                          | 17.0 (62.6)                                                          | 23.7 (74.7)                                                          | 29.1 (84.4)                                                          | 29.4 (84.9)                                                          | 27.4 (81.3)                                                          | 23.0 (73.4)                                                          | 20.5 (68.9)                                                          | 17.0 (62.6)                                                          | 13.0 (55.4)                                                          | 29.4 (84.9)                                                          |
| Trung bình ngày tối đa °C (°F)                                       | 0.4 (32.7)                                                           | 1.7 (35.1)                                                           | 4.6 (40.3)                                                           | 6.4 (43.5)                                                           | 11.0 (51.8)                                                          | 15.5 (59.9)                                                          | 18.6 (65.5)                                                          | 18.6 (65.5)                                                          | 13.5 (56.3)                                                          | 9.2 (48.6)                                                           | 3.6 (38.5)                                                           | 0.5 (32.9)                                                           | 8.6 (47.5)                                                           |
| Trung bình ngày °C (°F)                                              | −4.0 (24.8)                                                          | −3.6 (25.5)                                                          | −0.6 (30.9)                                                          | 1.8 (35.2)                                                           | 6.2 (43.2)                                                           | 10.3 (50.5)                                                          | 13.0 (55.4)                                                          | 12.9 (55.2)                                                          | 8.5 (47.3)                                                           | 4.8 (40.6)                                                           | −0.1 (31.8)                                                          | −3.3 (26.1)                                                          | 3.8 (38.8)                                                           |
| Tối thiểu trung bình ngày °C (°F)                                    | −8.5 (16.7)                                                          | −8.8 (16.2)                                                          | −5.9 (21.4)                                                          | −2.8 (27.0)                                                          | 1.4 (34.5)                                                           | 5.1 (41.2)                                                           | 7.3 (45.1)                                                           | 7.2 (45.0)                                                           | 3.5 (38.3)                                                           | 0.4 (32.7)                                                           | −3.9 (25.0)                                                          | −7.1 (19.2)                                                          | −1.0 (30.2)                                                          |
| Thấp kỉ lục °C (°F)                                                  | −20.0 (−4.0)                                                         | −24 (−11)                                                            | −22.0 (−7.6)                                                         | −15.0 (5.0)                                                          | −12.0 (10.4)                                                         | −5.0 (23.0)                                                          | 0.0 (32.0)                                                           | −1.5 (29.3)                                                          | −5.0 (23.0)                                                          | −11.0 (12.2)                                                         | −19.0 (−2.2)                                                         | −21.5 (−6.7)                                                         | −24.0 (−11.2)                                                        |
| Lượng Giáng thủy trung bình mm (inches)                              | 85.0 (3.35)                                                          | 65.0 (2.56)                                                          | 80.4 (3.17)                                                          | 121.6 (4.79)                                                         | 99.8 (3.93)                                                          | 89.9 (3.54)                                                          | 76.2 (3.00)                                                          | 63.4 (2.50)                                                          | 114.9 (4.52)                                                         | 172.5 (6.79)                                                         | 182.1 (7.17)                                                         | 99.6 (3.92)                                                          | 1.250,4 (49.23)                                                      |
| Số ngày giáng thủy trung bình (≥ 1.0 mm)                             | 7.5                                                                  | 7.6                                                                  | 8.0                                                                  | 11.8                                                                 | 12.5                                                                 | 11.1                                                                 | 8.9                                                                  | 7.9                                                                  | 8.6                                                                  | 9.4                                                                  | 9.7                                                                  | 7.9                                                                  | 111.1                                                                |
| Nguồn: Météo-France                                                  |                                                                      |                                                                      |                                                                      |                                                                      |                                                                      |                                                                      |                                                                      |                                                                      |                                                                      |                                                                      |                                                                      |                                                                      |                                                                      |